# Halina Karnkowska
Halina Karnkowska z domu Sułowska (ur. 14 stycznia 1907 w Warszawie, zm. 20 września 1980) – przewodnik turystyczny, działacz opieki nad zabytkami.
Inżynier rolnik, absolwentka Szkoły Głównej Gospodarstwa Wiejskiego. Przed przejściem na emeryturę była dyrektorem Łódzkiego Przedsiębiorstwa Ogrodniczego. Do PTTK wstąpiła w 1951. W latach 1956–1980 była członkiem Zarządu Oddziału PTTK w Łodzi (w tym przez trzy kadencje członkiem prezydium Zarządu Oddziału, a przez jedną kadencję skarbnikiem Oddziału). W latach 1958–1980 była także członkiem Zarządu Okręgu PTTK w Łodzi i od 1975 Zarządu Wojewódzkiego PTTK w Łodzi. W latach 1959–1964 była członkiem redakcji Biuletynu Zarządu Okręgu PTTK w Łodzi – obecnego "Wędrownika".
W 1951 po pierwszym w PTTK kursie przewodników miejskich uzyskała uprawnienia przewodnika. Przez prawie 50 lat była czynnym przewodnikiem z uprawnieniami I (najwyższej) klasy na teren całej Polski. Nasilająca się krótkowzroczność nie przeszkadzała jej w działaniach, choć pod koniec życia mocno je utrudniała.
W latach 1959–1964 członek redakcji Biuletynu PTTK (istnieje do dziś, nosi teraz nazwę "Wędrownik", jest kwartalnikiem Łódzkiego PTTK, niedawno ukazał się numer 400).
W latach 1956–1967 była przewodniczącą Komisji Ochrony Przyrody Łódzkiego Oddziału PTTK. 
Realizowała się jednak najpełniej w społecznych działaniach ochrony zabytków. W 1959 była współorganizatorką i do końca życia przewodniczącą Oddziałowej Komisji Opieki nad Zabytkami. Od 1975 była również przewodniczącą Wojewódzkiej Komisji Opieki nad Zabytkami. Ogromne były jej zasługi w stworzeniu sieci Społecznych Opiekunów Zabytków w Łodzi i w województwie łódzkim. Wykazywała niezwykłą energię i zaangażowanie w organizowanie szkoleń, prelekcji oraz okręgowych a potem wojewódzkich zlotów Społecznych Opiekunów Zabytków, czynnie uczestnicząc w Ogólnopolskich Zlotach Społecznych Opiekunów Zabytków. Szczególnie ważnym jej osiągnięciem było stworzenie sieci młodzieżowych zespołów opiekunów zabytków. 
Odznaczona była wieloma odznaczeniami organizacyjnymi i resortowymi: 
- Honorowa Odznaka Miasta Łodzi,
- Honorowa Odznaka Województwa Łódzkiego
- Złota Odznaka "Zasłużony Działacz Turystyki"
- Odznaka "Zasłużony Działacz Kultury",
- Złota Odznaka "Za Opiekę nad Zabytkami",
- Odznaka Zasłużony w pracy PTTK wśród młodzieży,
- Złota Honorowa Odznaka PTTK,
- Medal Aleksandra Janowskiego,
- odznaczeniami oddziałowymi PTTK i innymi.

Zmarła nagle 20 września 1980, pochowana jest na Starym Cmentarzu przy ul. Ogrodowej w Łodzi w części katolickiej.